# Grammy Award for Best Instrumental Performance
Der Grammy Award for Best Instrumental Performance, auf Deutsch „Grammy-Auszeichnung für die beste Instrumentaldarbietung“, ist ein Musikpreis, der von 1965 bis 1968 von der amerikanischen Recording Academy im Bereich Popmusik verliehen wurde.

## Geschichte und Hintergrund
Die seit 1959 verliehenen Grammy Awards werden jährlich in zahlreichen Kategorien von der Recording Academy in den Vereinigten Staaten vergeben, um künstlerische Leistung, technische Kompetenz und hervorragende Gesamtleistung ohne Rücksicht auf die Album-Verkäufe oder Chart-Position zu würdigen.
Eine dieser Kategorien war der Grammy Award for Best Instrumental Performance. Der Preis wurde von 1965 bis 1968 vergeben. Die Auszeichnung hatte einige kleinere Namensänderungen:
- Von 1964 bis 1965 hieß die Auszeichnung Best Instrumental Performance - Non-Jazz
- 1966 wurde der Preis Best Instrumental Performance (Other Than Jazz) genannt
- 1967 hatte er die Bezeichnung Best Instrumental Performance.

Obwohl eine Kategorie aus dem Bereich Popmusik, wurden hier keine populären Musikstücke ausgezeichnet. Dies erfolgte ab 1969 in der Kategorie Grammy Award for Best Pop Instrumental Performance.

## Gewinner und Nominierte
| Jahr | Gewinner                        | Nationalität       | Werk                       | Nominierte | Bild des/der Gewinner(s) |
| ---- | ------------------------------- | ------------------ | -------------------------- | ---------- | ------------------------ |
| 1965 | Henry Mancini                   | Vereinigte Staaten | The Pink Panther Theme     |            |                          |
| 1966 | Herb Alpert & The Tijuana Brass | Vereinigte Staaten | A Taste Of Honey           |            |                          |
| 1967 | Herb Alpert & The Tijuana Brass | Vereinigte Staaten | What Now My Love           |            |                          |
| 1968 | Chet Atkins                     | Vereinigte Staaten | Chet Atkins Picks the Best |            |                          |